# Кратна зоря
Кра́тна зоря́ — невелика кількість зір (дві або більше), що з Землі спостерігаються близько одна до одної. Зоряна система є невеликою кількістю зір, пов'язаних силою тяжіння. Велика кількість зір, пов'язаних гравітацією, як правило, називають зоряним скупченням або галактикою, хоча, взагалі кажучи, вони теж є зоряними системами. Зоряні системи не слід плутати з планетними системами, які містять планети й аналогічні тіла (не зорі).

## Різновиди кратних зір
Існують такі типи кратних зоряних систем:
- Оптично кратні — зорі, які лише проектуються у відносно близьку область простору, але насправді розташовані у просторі далеко одна від одної та не пов'язані гравітаційно.
- Фізично кратні — зорі, які перебувають неподалік одна від одної, пов'язані гравітацією та обертаються навколо спільного центра мас по замкнутих орбітах.

У свою чергу, фізично кратні системи поділяють на такі:
- Затемнювані зорі — кратність можна визначити через періодичну зміну сумарного блиску системи.
- Спектроскопічно кратні або спектрально кратні — кратність визначається при спектроскопічних дослідженнях.
- Візуально кратні — компоненти системи можна побачити окремо у телескоп чи бінокль.
- Астрометрично кратні — кратність системи можна визначити за збуренням руху видимої компоненти у просторі.

Більшість фізично кратних зір — потрійні (зазвичай, це пара близько розташованих зір, й одна зоря досить віддалена від їх спільного центра мас). Системи з більшою кількістю компонент загалом є гравітаційно нестабільними й розпадаються, з часом «викидаючи» одну або кілька зір за межі системи. Тому системи з чотирма або більше компонентами трапляються рідше. Ці системи мають менші розміри, ніж зоряні скупчення, які мають складнішу динаміку і містять, як правило, від 100 до 1000 зір.
При збільшенні кратності системи кількість відомих систем такої кратності зменшується експоненційно. Наприклад, у каталозі Токовінін (1999 року) 551 система фізичних кратних зір (з описаних у ньому 728) були потрійними. Проте, через ефект селекції значення цих статистичних даних є досить неповним.
Трапляються системи такої кратності:
- Потрійні — 3 компоненти
- Чотирикратні — 4 компоненти
- П'ятикратні — 5 компонент
- Шестикратні — 6 компонент
- Семикратні — 7 компонент

Системи кратних зір можна розділити на два основні класи:
- Динамічні ієрархічні системи, які стабільні й складаються з вкладених орбіт (у них відсутні сильні збурення руху компонент через гравітаційний вплив), і тому кожен рівень ієрархії можна розглядати як окрему задачу двох тіл.
- Так звані «трапеції», які мають нестабільні орбіти (наявні сильні збурення руху компонент внаслідок взаємного тяжіння). Їх моделювання зводиться до так званої задачі n тіл[9].

## Ієрархічні системи

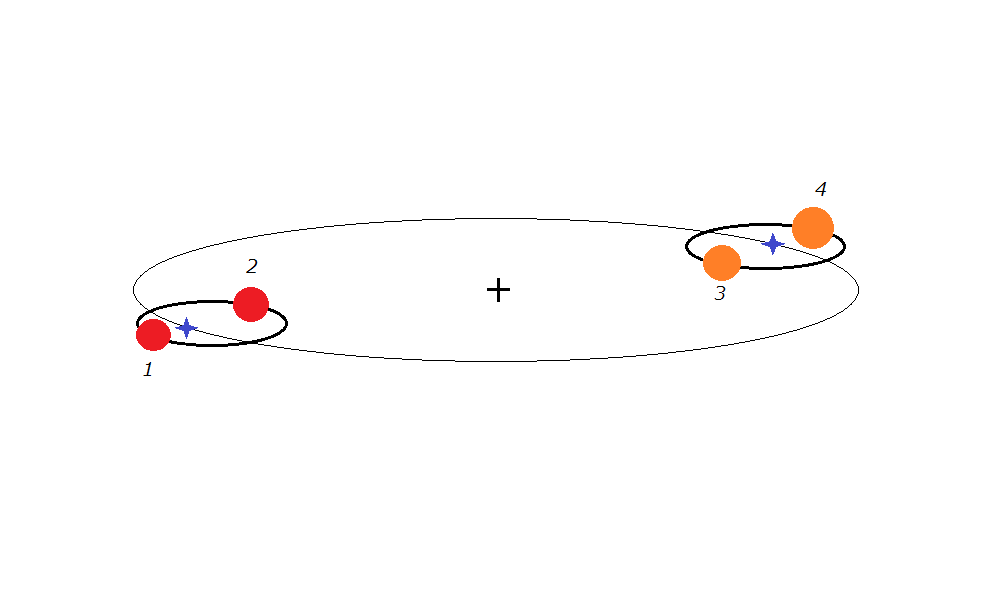
Модель ієрархічної системи. Вона представляє собою дві подвійні зоряні системи (1-2 та 3-4), які обертаються навколо спільного центра мас (хрестик у центрі малюнка). До того ж, в обидвох системах зорі (відповідно 1 та 2, 3 та 4) обретаються навколо локальних центрів мас (маленькі сині зірочки на великому еліпсі).

У більшості кратних систем зорі організовані у так звану ієрархічну систему: зорі в системі можуть бути розділені на дві менші групи, кожна з яких перетинає велику орбіту навколо центра системи маси. Кожна з цих невеликих груп також повинна бути ієрархічною. Це означає, що вони повинні бути розділені на більш дрібні підгрупи, які самі по собі є ієрархічними, і так далі. Кожен рівень ієрархії може розглядатися як проблема двох тіл, якщо розглядати близькі пари, як одне тіло із масою, що дорівнює масі цієї пари. У цих системах наявна лише незначна в масштабах систем взаємодія між зорями, тому їх орбіта навколо спільного центра мас буде наближена до тієї, яка може бути розрахована за її кеплерівськими елементами, на відміну від нестійких систем — трапецій або ще складнішої динаміки великої кількості зір у зоряних скупченнях і галактиках.

## Потрійні зоряні системи

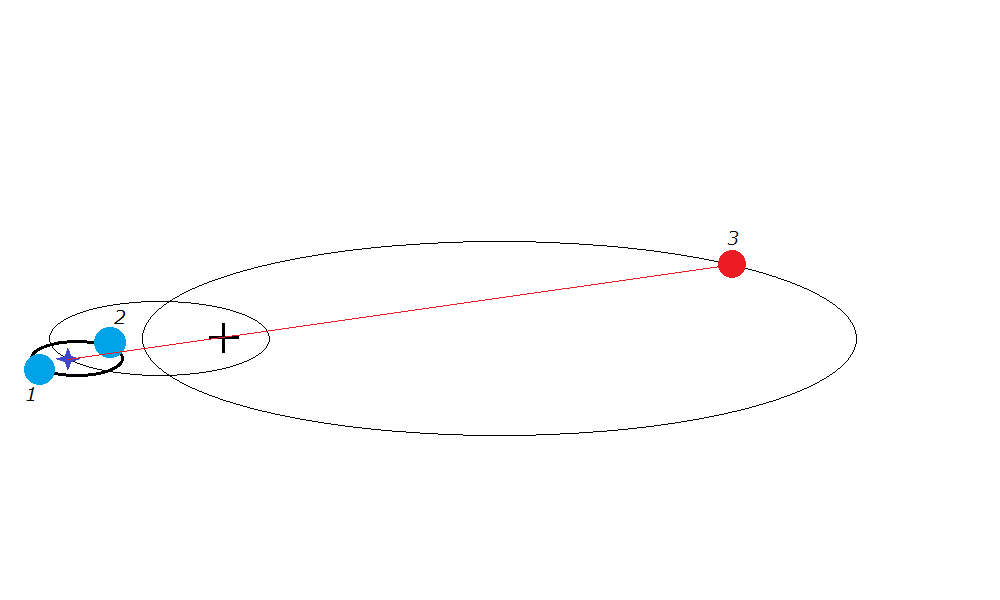
Потрійна зоряна система. Два тіла (1 та 2) обертаються навколо спільного (блакитна зірочка) та загального (чорних хрестик) центрів мас. Третє тіло (3) та подвійна система (1-2) перебувають у діаметрально протилежних точках орбіти. Ексцентриситети орбіт третього тіла та тісної системи рівні, співвідношення великих півосей цих орбіт дорівнює співвідношенню їх мас.

У фізичних потрійних зоряних системах кожна зоря рухається по своїй орбіті навколо центра мас системи. Як правило, дві з зір утворюють тісну подвійну систему, а третій компонент обертається по орбіті значно більшого радіусу навколо цієї системи. Таке компонування називається ієрархічним. Причина цього полягає в тому, що якби радіуси орбіт третього компоненту та перших двох зір навколо спільного центра мас відрізнялися б лише у кілька разів, то система могла стати динамічно нестійкою, що призвело би до «викидання» однієї із зірок із системи.
Іноді потрійні, на перший погляд, зорі містять додатковий фізично існуючий супутник (наприклад, β Цефея), або є оптично — потрійними, тобто коли насправді зорі між собою не пов'язані, а лише проектуються на близьку область простору (наприклад, γ Змії).

## Системи більш високої кратності

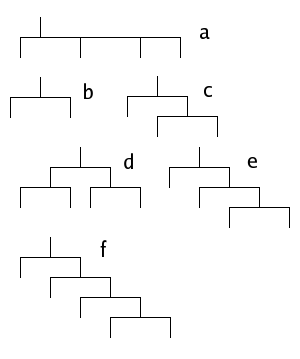
Ієрархічна система. Мобільні діаграми.

Ієрархічні зоряні системи з більш ніж трьома компонентами можуть створювати ряд складніших механізмів, які можна проілюструвати тим, що Еванс (1968) назвав мобільною діаграмою. Деякі приклади можна побачити на малюнку. Кожен рівень діаграми ілюструє розподіл системи на дві або більше систем із меншим розміром. Еванс назвав цю діаграму мультиплексом, якщо є вузол, який складається з більш ніж двох «дітей», тобто, якщо розкладання деякої підсистеми включає в себе дві або більше орбіти з приблизно такого самого розміру. Еванс називає число рівнів у діаграмі рівнем її ієрархії. У зв'язку з тим, що системи з більш ніж двома компонентами часто потерпатимуть від збурень орбіт, це означає, що на кожному рівні задля збільшення стійкості системи, згідно з моделлю, повинно бути рівно двоє «дітей».
Реальним прикладом ієрархічної системи з рівнем ієрархії 3 є Кастор (α Близнят). Він складається із зорі, яка виглядає візуально-подвійною, але при детальнішому розгляді можна побачити дві подвійні системи. Максимальний рівень ієрархії за каталогом Токовін, виданим 1999 року, становить 4. Зоря Глізе 644 також утворює схожу систему, але Глізе 664 В являє собою вже навіть не подвійну, а потрійну систему. Таким чином, Глізе 644 — це п'ятикратна система, тобто рівень ієрархії дорівнює 4 (фігурує на діаграмі f).
Можливі також вищі рівні ієрархії. Системи вищого рівня ієрархії або стабільні, або страждають від внутрішніх збурень. Деякі з них розпадаються на ранньому етапі формування. Розпад доходить до кількох подвійних або одинарних зір.

## Трапеції
Трапеції — як правило, дуже молоді й нестійкі системи. Вони, як вважають, формуються в зоряних «яслах» (газо-пилових туманостях), і швидко розпадаються на стабільні кратні зорі. У процесі розпаду зорі, які вилітають із трапеції, можуть мати достатню швидкість, щоб залишити галактику. Вони названі на честь кратної зорі, відомої як Трапеція в серці туманності Оріона. Такі системи не є рідкістю, і зазвичай утворюються поблизу або в межах світлих туманностей. Ці зорі не мають стандартних ієрархічних механізмів, але рухаються по відносно стійких орбітах навколо спільного центра мас. При цьому центр мас не фіксується відносно зір системи, а рухається при їх переміщенні. Такі зорі врешті-решт розпадаються, утворюючи тісну подвійну систему із третім компонентом на далекій орбіті. Інші зорі викидаються із системи взаємними силами тяжіння на великих швидкостях. Така взаємодія спричиняє появу так званих летючих зір, або зір-втікачів. Прикладами таких зір є AE Візничого, μ Голуба та система 53 Овна. Ці зорі рухаються у просторі зі швидкістю у понад 200 кілометрів на секунду. За припущеннями, вони утворилися при розпаді трапеції — кластера у Туманості Оріона близько двох мільйонів років тому.

## Позначення і номенклатура

### Позначення компонент кратних зір
Компоненти кратних зір можуть бути позначені шляхом додавання суфіксів A, B, C і т. д., які позначають подвійні системи або одиночні зорі, на які можна розбити кратну зорю. Суфікси, такі як AB можуть бути використані для позначення пари, що складається з компонент (або підсистем) А і В. Найближчий до центра мас компонент отримує суфікс А, другий за віддаленістю — В, і т. д. Якщо компонент, який раніше вважався одинарним, насправді виявляється подвійною системою (рідше системою з більш високою кратністю), до його суфіксу (А, В,С,…) додають інший суфікс у вигляді маленької латинської літери (a, b,c,…). Таким чином і виникають назви компонетів типу Aa, Ba, і так далі.

### Номенклатура в Multiple Star Catalogue (Підсистема позначень у Каталогу кратних зір Токовін)
У каталозі кратних зір А. А. Токовініна використовується система позначень, в якій кожна підсистема кратної зорі позначається послідовністю цифр.
У мобільній діаграмі d), наприклад, верхня система отримає номер 1, в той час як підсистема, що містить її основний компонент, матиме номер 11 і підсистема, що містить його вторинний компонент, буде мати номер 12. Системи e та f матимуть таку саму номенклатуру, але нумерація буде продовжуватись до цифр 3, 4 і так далі.
Можна легко провести аналогію між цією системою номенклатур та стандартною, в якій застосовані латинські літери. Візьмемо, наприклад систему з трьох компонент, А В та С. У системі найменувань каталога Токовін, цифрою 1 буде позначена система, що складається з систем АС та АВ. Вони обидві отримають номер 1. Тоді підсистему АВ можна поділити на компоненти А (11) та В (12), а АС — на А та С (13). Таким чином, кожен компонент системи може бути використаних більше одного разу.

### Майбутня система номенклатур кратних зір
В даний час номенклатура для подвійних і кратних зір може призвести до плутанини. Справа у тому, що для подвійних зір, виявлених різними способами, наведені різні позначення і, що ще гірше, літери, що позначають окремі зорі системи, можуть бути розставлені по-різному різними авторами. Наприклад, у одного дослідника компонента може позначатися А, а у іншого — С. Обговорення нової системи номенклатури, яка ліквідувала б вищенаведені недоліки існуючих, почалося 1999 року. Було запропоновано чотири нові системи:
- Koma (ієрархічна схема з використанням великих та малих літер, арабських та римських цифр);
- Метод позначення Корбіна (ієрархічна цифрова схема, аналогічна за принципом системі десяткової класифікації Дьюї.);[36]
- Метод послідовного позначення (неієрархічна схема, у якій компонентам і підсистемам присвоюються номери у порядку їх відкриття);[37]
- WMC — Вашингтонський каталог кратності (ієрархічна схема, в якій суфікси, що застосовуються в Вашингтонському каталозі подвійних зір, будуть розширені за допомогою додавання літер і цифр).

Перевагою ієрархічних схем є простіше визначення підсистем та обчислення їх властивостей. Проте, це викликає проблеми, що коли відкриваються нові компоненти на вже існуючих рівнях ієрархії, це призводить до зміщення частини ступенів ієрархії. Якщо відкриття якогось компоненту не підтвердилося або його віднесли до іншого рівня ієрархії, то також виникають аналогічні проблеми.
Під час 24-ї Генеральної асамблеї Міжнародного астрономічного союзу 2000 року була схвалена схема WMC. Вона була прийнята шляхом обговорення цього питання комісіями 5, 8, 26, 42 і 45. Було вирішено, що вона повинна розширитися та стати єдиною загальнопринятою схемою. Пізніше був підготовлений пробний зразок каталогу з використанням схеми WMC. Він охоплював лише невелику частку кратних зір (усього півгодини за прямим піднесенням). Питання номенклатури обговороювалося ще раз на 25-й Генеральній Асамблеї 2003 року. Використання схеми WMC знову було схвалено комісіями 5, 8, 26, 42 і 45, а також Робочою групою з питань інтерферометрії. Таким чином, було вирішено, що схема WMC повинна бути розширена і отримати подальший розвиток.
Система WMC організована ієрархічно. Ієрархія, що використовується, заснована на спостереженні орбітальних періодів. Вона використовує великі латинські літери для позначення першого рівня ієрархії, маленькі — для другого і цифри — для третього. Потім чергування повторюється на наступних рівнях ієрархії.

## Приклади

### Подвійні
- Сіріус, α Великого Пса. Складається з яскравої білої зорі (компонент А) та білого карлика;
- Проціон, α Малого Пса;
- Міра, ο (омікрон) Кита. Змінна зоря (міріда);
- δ Цефея, змінна зоря (цефеїда);
- ε Візничого, змінна зоря;
- Спіка, α Діви;
- Шеліак, β Ліри. Змінна зоря (на честь неї названо тип змінності β Ліри. Позначення у каталогах змінних зір — EB).

### Потрійні
- HR 3617 — потрійна зоря. Складається з трьох компонентів: HR 3617 А, HR 3617 В та HR 3617 С. Компоненти А та В утворюють фізично-подвійну систему, а компонента С помітна вже при візуальних спостереженнях.
- α Центавра — потрійна зоря, що також складається з трьох компонент: α Центавра А, α Центавра В та α Центавра С.[42] Компоненти А та В (у компонента А фізичні параметри близькі до сонячних, компонент В трохи тьмяніший) утворюють тісну систему. Відстань між компонентами коливається від 11 до 36 астрономічних одиниць, що пов'язано з витягнутістю орбіти. На відстані близько 15 тисяч астрономічних одиниць від системи АВ перебуває компонент С, червоний карлик, більш відомий як Проксима Центавра — найближча до нас зоря. Період обертання Проксими навколо системи АВ, за підрахунками, становить близько 500 тисяч років.[43]
- Полярна зоря (α Малої Ведмедиці). Компоненти настільки близькі одне до одного, що розрізнити їх вдалося лише за допомогою Космічного телескопа Габбл 2006 року. До того можна було спостерігати лише збурення руху компоненту А.
- Глізе 667, відома за наявністю у системі планети типу «надземля».
- HD 188753 — потрійна зоря, розташована приблизно за 149 світлових років від Сонця[уточнити]. Система складається з HD 188753 А (жовтий карлик), HD 188753 В (помаранчевий карлик) та HD 188753 С (червоний карлик). Компоненти В та С обертаються одна навколо одної з періодом близько 156 діб. Період же обертання компоненти А навколо них значно більший і становить 25,7 земного року.[44]
- ξ Тельця. Є спектроскопічно- та затемнювано-потрійною. Складається з трьох біло-блакитних зір спектрального класу В. Період обертання двох із них становить 7,15 доби, третя компонента робить повний оберт за 145 діб. Є змінною зорею. Блиск змінюється в межах від +3.70 до +3.79 зоряної величини. Система віддалена на 222 світлових роки від Землі.
- Фомальгаут (α Південної Риби). Потрійність відкрита 2013 року, коли були проведені спостереження за рухом зір TW Південної риби (спектральний клас К) та  LP 876-10 (червоний карлик). Головна зоря має масивний газо-пиловий диск, схожий на той, що був у Сонця на початку формування Сонячної системи. Пізніше у зорі LP 876-10 також був відкритий подібний диск, а також відкрита планета Фомальгаут b — газовий гігант.
- Алголь (β Персея). Змінна зоря, прототип класу затемнюваних зір (EA). Одна з перших відкритих змінних зір. Здавна дивувала людей періодичною зміною блиску, за що у свій час дістала назву «Око диявола»[джерело?]. Потрійність системи була відкрита нещодавно — 12 серпня 2009 року інтерферометром CHARA[джерело?].

### Чотирикратні
- Капелла (α Візничого), яка складається з пари зір-гігантів та пари червоних карликів. Розташована приблизно за 42 світлових роки від Землі. При середньому значенні блиску у -0.47 зоряної величини, Капелла є однією з найяскравіших зір північного неба.
- 4 Центавра[45]
- Міцар (ζ Великої Ведмедиці). Більш відомий, як подвійна зоря, що була відкрита у 1650 році Джованні Батісто Річоллі[46][47], але, можливо спостерігалася і раніше Бенедетто Кастеллі та Галілеєм. Пізніше, після спектроскопічних спостережень, було відкрито, що компоненти Міцар А та Міцар В являють собою подвійні системи[48].
- HD 98800
- Кеплер 64. У цієї системи є планета РН1 (відкрита у 2012 році групою «Мисливців за Планетами», підрозділом Zooniverse), яка обертається навколо двох з чотирьох зір, що робить її першою відомою планетою, відкритою у чотирикратній системі[49].
- KOI-2626, система з планетою, потенційно придатною до життя[50].

### П'ятикратні
- 91 Орла
- δ Оріона
- HD 155448[51]
- KIC 4110611[52]
- 1SWASP J093010.78 + 533859,5[53]

### Шестикратні
- β Тукана[54]
- Кастор[55]
- HD 139691[56]
- Алькор та Міцар, якщо вважати їх однією системою, вона міститиме 6 зір.

### Семикратні
- Ню Скорпіона[57]
- AR Кассіопеї

## Галерея

### Зображення, які ілюструють реальні або художні зображення кратних систем.
| - Система HD 188753 в уявлені художника. | - Малюнок, який демонструє зняту інтерферометром CHARA послідовність знімків проходження компоненти В по диску компоненти А. | - Потрійна система Алголя. | - Зоряна система HD 98800, що складається з чотирьох зір. Розташована у скупченні TW Гідри. | - Система DI Дракона. Ми бачимо лише дві зорі, але насправді це - четверна система. |
| ---------------------------------------- | --- | -------------------------- | ------------------------------------------------------------------------------------------- | ----------------------------------------------------------------------------------- |